# Fagne-Famenne
 (janvier 2023).
Si vous disposez d'ouvrages ou d'articles de référence ou si vous connaissez des sites web de qualité traitant du thème abordé ici, merci de compléter l'article en donnant les références utiles à sa vérifiabilité et en les liant à la section « Notes et références ».
La Fagne-Famenne est une région naturelle de Belgique débordant en France composée de la Fagne à l'ouest et de la Famenne à l'est. La Meuse sépare ces deux sous-régions qui font partie d'une même unité géologique. Toute la bordure sud de la Fagne-Famenne est occupée par la bande calcaire de la Calestienne.

## Géographie

Carte des régions naturelles en Belgique.

La Fagne-Famenne s'étend d'ouest en est sur quatre des cinq provinces wallonnes à savoir les provinces de Hainaut, de Namur, de Luxembourg et de Liège ainsi qu'en France sur le département du Nord (région de l'Avesnois).
La région est limitée au nord par le Condroz et au sud par la Calestienne qui est parfois considérée comme une sous-région de la Fagne-Famenne bien que son sous-sol soit d'origine et d'époque différentes. La Fagne-Famenne est constituée principalement de schistes formés lors du dévonien supérieur alors que la Calestienne est composée de calcaires issus du dévonien moyen. Au sud de la Calestienne, se trouve l'ancien massif de l'Ardenne.